# Prix Sor Juana Inés de la Cruz
Le prix Sor Juana Inés de la Cruz reconnaît l'excellence du travail littéraire de femmes en langue espagnole en l'Amérique Latine et dans les Caraïbes. Chaque année est récompensé un roman publié en espagnol l'année précédente. Son nom est un hommage à la poétesse, sœur Juana Inés de la Croix. Ce prix a été créé à l'initiative de l'anthropologue Milagros Palma en 1992 et la première récompense fut donnée l'année suivante durant la Foire Internationale du Livre de Guadalajara. Depuis 2004, la gagnante reçoit 10 000 dollars.

## Liste d'œuvres gagnantes
| Año  | Obra                               | Autora                   | Nationalité      |
| ---- | ---------------------------------- | ------------------------ | ---------------- |
| 1993 | Dulcinea encantada                 | Angelina Muñiz-Huberman  | Mexique          |
| 1994 | Nosotras que nos queremos tanto    | Marcela Serrano          | Chili            |
| 1995 | Asalto al Paraíso                  | Tatiana Lobo             | Chili Costa Rica |
| 1996 | Busca mi esquela                   | Elena Garro              | Mexique          |
| 1997 | Dulce compañía                     | Laura Restrepo           | Colombie         |
| 1998 | El amor que me juraste             | Silvia Molina            | Mexique          |
| 1999 | La tierra del fuego                | Sylvia Iparraguirre      | Argentine        |
| 2000 |                                    |                          |                  |
| 2001 | Nadie me verá llorar               | Cristina Rivera Garza    | Mexique          |
| 2002 | Cielo de tambores                  | Ana Gloria Moya          | Argentine        |
| 2003 | El rastro                          | Margo Glantz             | Mexique          |
| 2004 | Ya no pisa la tierra tu rey        | Cristina Sánchez-Andrade | Espagne          |
| 2005 | Agosto y fuga                      | Paloma Villegas          | Mexique          |
| 2006 | Desde las cenizas                  | Claudia Amengual         | Uruguay          |
| 2007 | Yo nunca te prometí la eternidad   | Tununa Mercado           | Argentine        |
| 2008 | El infinito en la palma de la mano | Gioconda Belli           | Nicaragua        |
| 2009 | La muerte me da                    | Cristina Rivera Garza    | Mexique          |
| 2010 | Las grietas de Jara                | Claudia Piñeiro          | Argentine        |
| 2011 | Inés y la alegría                  | Almudena Grandes         | Espagne          |
| 2012 | Sangre en el ojo                   | Lina Meruane             | Chili            |
| 2013 | La bomba de San José               | Ana García Bergua        | Mexique          |
| 2014 | El cielo no existe                 | Inés Fernández Moreno    | Argentine        |
| 2015 | El país del diablo                 | Perla Suez               | Argentine        |
| 2016 | Yoro                               | Marina Perezagua         | Espagne          |
| 2017 | La dimensión desconocida           | Nona Fernández           | Argentine        |
| 2018 | El asesino tímido                  | Clara Usón               | Espagne          |
| 2019 | La luz negra                       | María Gainza             | Argentine        |
| 2020 | Las malas (Les Vilaines)           | Camila Sosa Villada      | Argentine        |
| 2021 | Mugre rosa                         | Fernanda Trías           | Uruguay          |
| 2022 | Isla partida                       | Daniela Tarazona         | Mexique          |
| 2023 | Solo un poco aquí                  | María Ospina Pizano      | Colombie         |
| 2024 | Las niñas del naranjel             | Gabriela Cabezón Cámara  | Argentine        |